# 5944 Utesov
5944 Utesov (1984 JA2) là một tiểu hành tinh vành đai chính được phát hiện ngày 2 tháng 5 năm 1984 bởi L. G. Karachkina ở Nauchnyj. Tiểu hành tinh được đặt theo họ của nghệ sĩ Leonid Osipovich Utyosov.